# Pachypleurosaurus
Genre
Synonymes
- genre Neusticosaurus Seeley, 1882 (préféré par BioLib)[2]
- genre Psilotrachelosaurus Nopcsa, 1928[2]

Pachypleurosaurus est un genre éteint de reptiles marins du Trias de la famille des Pachypleurosauridae.

## Liste d'espèces
Selon Paleobiology Database (7 mars 2021) :
- † Pachypleurosaurus edwardsi Kuhn-Schnyder, 1974
- † Pachypleurosaurus staubi Kuhn-Schnyder, 1959